# Paralimnophila decorata
Paralimnophila decorata är en tvåvingeart som beskrevs av Alexander 1960. Paralimnophila decorata ingår i släktet Paralimnophila och familjen småharkrankar. Inga underarter finns listade i Catalogue of Life.